# Trabzonspor Basketbol Kulübü
Trabzonspor Basketbol Kulübü fou un club professional de basquetbol de la ciutat de Trebisonda, a Turquia. Era una de les seccions del club poliesportiu Trabzonspor Kulübü. El seu pavelló era el Hayri Gür Arena, amb una capacitat de 7.500 seients, que es va inaugurar l'any 2011. Va disputar un total de set temporades a la Basketbol Süper Ligi, la lliga professional més important de Turquia, però l'any 2018 es va dissoldre degut a problemes financers.

## Palmarès
- Segona divisió del bàsquet turc
  - Campions (2): 2010, 2013
- FIBA EuroChallenge
  - Finalistes (1): 2014-15

## Jugadors destacats
- Birkan Batuk
- Kaya Peker
- Kirk Penney
- Kaloyan Ivanov

## Entrenadors destacats
- Dragan Šakota
- Nenad Marković
- Sergei Bazarevich